# D'Lëtzebuerger Land
d'Lëtzebuerger Land est un journal hebdomadaire politique, économique et culturel indépendant d'expression française et allemande au Luxembourg.

## Historique
Fondé sous le titre de d'Letzeburger Land par l'économiste Carlo Hemmer (lb), le premier numéro est publié pour la première fois le 1er janvier 1954. Par la suite, le titre est adapté pour correspondre aux recommandations de l'orthographe luxembourgeoise de 1999. Le titre complet du journal en allemand et en français est le suivant : d'Lëtzebuerger Land : Unabhängige Wochenschrift für Politik, Wirtschaft und Kultur - Hebdomadaire politique, économique et culturel indépendant.
De 1958 à 1983, Léon Kinsch (lb) devient le rédacteur en chef après le rachat de l'hebdomadaire à Carlo Hemmer qui est nommé directeur de la Commission européenne à Bruxelles.
En 1983, les Éditions d'Letzeburger Land s.à r.l. récupèrent la publication puis c'est au tour de la Fondation d'Lëtzebuerger Land en 1986, une fondation reconnue d'utilité publique. À la fin des années 1980 et au début des années 1990, elle dispose de part dans la radio privée Eldoradio et le magazine Revue (lb).
En collaboration avec la Bibliothèque nationale de Luxembourg, le Lëtzebuerger Land met la totalité de ses articles à la disposition du public. Plus de 300 000 articles et illustrations, du premier numéro jusqu'aux deux dernières éditions.

## Organisation

### Gérants
- Jean-Paul Hoffmann[2] (1990-1996)
- Romain Kohn[2] (1996-1998)
- Romain Hilgert[2] (2004-2019)
- Pierre Greiveldinger[2] (à partir de 2020)

### Rédacteurs en chef
- Lucien Thiel[2] (1981-1989)
- Jean-Marie Meyer[2] (1990-1992 et 1996)
- Mario Hirsch[2] (1998-2006)
- Romain Hilgert[2] (2014-2019)
- Josée Hansen[2],[3],[4] (à partir de 2020)
- Peter Feist[5],[6] (à partir de 2020)

## Diffusion et audience
Selon une étude réalisée par l'Institut luxembourgeois de recherches sociales et d'études de marchés (TNS Ilres), menée de mi-février à fin juin 2019 puis de mi-septembre 2019 à mi-février 2020, sur deux échantillons de 4 133 personnes interrogées pour le volet presse et 4 112 pour le volet audiovisuel représentatifs de la population résidant au Luxembourg, l'hebdomadaire politique a une audience de 16 200 individus âgés de 15 ans et plus soit 3,20 % de la population totale.